# Élections municipales de 2014 à Villeurbanne
Pour un article plus général, voir Élections municipales de 2014 dans le Rhône.
Les élections municipales se sont déroulées les 23 et 30 mars 2014 à Villeurbanne.

## Mode de scrutin
Le mode de scrutin à Villeurbanne est celui des villes de plus de 1 000 habitants : la liste arrivée en tête obtient la moitié des 55 sièges du conseil municipal. Le reste est réparti à la proportionnelle entre toutes les listes ayant obtenu au moins 5 % des suffrages exprimés. Un deuxième tour est organisé si aucune liste n'atteint la majorité absolue et au moins 25 % des inscrits au premier tour. Seules les listes ayant obtenu aux moins 10 % des suffrages exprimés peuvent s'y présenter. Les listes ayant obtenu au moins 5 % des suffrages exprimés peuvent fusionner avec une liste présente au second tour.

## Résultats
- Maire sortant : Jean-Paul Bret (PS)
- 55 sièges à pourvoir (population légale 2011 : 145 034 habitants)

| Tête de liste                                          | Tête de liste        | Liste          | Premier tour | Premier tour | Second tour | Second tour | Sièges |  |
| Tête de liste                                          | Tête de liste        | Liste          | Voix         | %            | Voix        | %           | Sièges |  |
| ------------------------------------------------------ | -------------------- | -------------- | ------------ | ------------ | ----------- | ----------- | ------ |  |
|                                                        | Jean-Paul Bret *     | PS-PCF         | 14 872       | 41,50        | 16 662      | 45,46       | 41     |  |
| Villeurbanne, l'audace ensemble                        |                      |                | 14 872       | 41,50        | 16 662      | 45,46       | 41     |  |
|                                                        | Jean-Wilfried Martin | UMP            | 8 079        | 22,55        | 9 157       | 24,98       | 7      |  |
| Villeurbanne ville d'avenir                            |                      |                | 8 079        | 22,55        | 9 157       | 24,98       | 7      |  |
|                                                        | Stéphane Poncet      | FN             | 6 287        | 17,54        | 5 823       | 15,88       | 4      |  |
| Villeurbanne bleu Marine                               |                      |                | 6 287        | 17,54        | 5 823       | 15,88       | 4      |  |
|                                                        | Béatrice Vessiller   | EELV-PG        | 5 667        | 15,81        | 5 004       | 13,65       | 3      |  |
| Le rassemblement citoyen pour Villeurbanne             |                      |                | 5 667        | 15,81        | 5 004       | 13,65       | 3      |  |
|                                                        | Philippe Bruneau     | LO             | 929          | 2,59         | NA          | NA          | NA     |  |
| Lutte ouvrière faire entendre le camp des travailleurs |                      |                | 929          | 2,59         | NA          | NA          | NA     |  |
|                                                        |                      |                |              |              |             |             |        |  |
| Inscrits                                               | Inscrits             | Inscrits       | 80 207       | 100,00       | 80 207      | 100,00      |        |  |
| Abstentions                                            | Abstentions          | Abstentions    | 43 414       | 54,13        | 42 648      | 53,17       |        |  |
| Votants                                                | Votants              | Votants        | 36 792       | 45,87        | 37 559      | 46,83       |        |  |
| Blancs et nuls                                         | Blancs et nuls       | Blancs et nuls | 958          | 2,60         | 913         | 1,14        |        |  |
| Exprimés                                               | Exprimés             | Exprimés       | 35 834       | 97,40        | 36 646      | 45,69       |        |  |
| * Liste du maire sortant                               |                      |                |              |              |             |             |        |  |